# Campylomormyrus phantasticus
Campylomormyrus phantasticus е вид лъчеперка от семейство Mormyridae. Видът не е застрашен от изчезване.

## Разпространение и местообитание
Разпространен е в Камерун.
Обитава сладководни басейни и реки.

## Описание
На дължина достигат до 37 cm.